# Munyenge
Munyenge est une localité du Cameroun, située dans l'arrondissement de Muyuka, le département du Fako et la région du Sud-Ouest.

## Population
En 1967, Munyenge comptait 737 habitants, principalement des Bakweri. Lors du recensement de 2005, on a dénombré 1 008 personnes,.